# Episodi di The Wayans Bros. (quinta stagione)
La quinta stagione della serie televisiva The Wayans Bros. è stata trasmessa in anteprima negli Stati Uniti d'America dalla The WB Television Network tra il 18 settembre 1998 e il 20 maggio 1999.
| nº | Titolo originale              | Titolo italiano | Prima TV USA      | Prima TV Italia |
| -- | ----------------------------- | --------------- | ----------------- | --------------- |
| 1  | Brother Can You Spare a Dime? |                 | 18 settembre 1998 |                 |
| 2  | Six Degrees of Marlon         |                 | 25 settembre 1998 |                 |
| 3  | Pops' Campaign                |                 | 1º ottobre 1998   |                 |
| 4  | Romeo & J'Leeta               |                 | 8 ottobre 1998    |                 |
| 5  | Ho's on First                 |                 | 15 ottobre 1998   |                 |
| 6  | Escorting Ain't Easy          |                 | 29 ottobre 1998   |                 |
| 7  | The Kiss                      |                 | 5 novembre 1998   |                 |
| 8  | The High Life                 |                 | 12 novembre 1998  |                 |
| 9  | Misery                        |                 | 19 novembre 1998  |                 |
| 10 | Marlon Joins a Cult           |                 | 10 dicembre 1998  |                 |
| 11 | A Country Christmas           |                 | 17 dicembre 1998  |                 |
| 12 | Green Card                    |                 | 14 gennaio 1999   |                 |
| 13 | Big Brother                   |                 | 21 gennaio 1999   |                 |
| 14 | Saving Private Marlon         |                 | 28 gennaio 1999   |                 |
| 15 | Jump!                         |                 | 4 febbraio 1999   |                 |
| 16 | Pops Gets Evicted             |                 | 11 febbraio 1999  |                 |
| 17 | Crazy 4 U                     |                 | 18 febbraio 1999  |                 |
| 18 | Hip Hop Pops                  |                 | 25 febbraio 1999  |                 |
| 19 | Everybody Loves Shawn         |                 | 29 aprile 1999    |                 |
| 20 | Dream Girl                    |                 | 6 maggio 1999     |                 |
| 21 | Three on a Couch              |                 | 13 maggio 1999    |                 |
| 22 | Rope-a-Dope                   |                 | 20 maggio 1999    |                 |